# Vườn quốc gia Garphyttan
Vườn quốc gia Garphyttan là một vườn quốc gia tọa lạc ở Kilsbergen, phía tây Örebro thuộc đô thị Lekeberg, Thụy Điển. Vườn quốc gia này có diện tích 1,11 km² và được thành lập năm 1909 khiến nó là một trong số những vườn quốc gia đầu tiên ở Thụy Điển.